# 2014 FE72
2014 FE72 — астероид, транснептуновый объект с очень удалённой от Солнца орбитой с перигелием за орбитой Нептуна. В афелии он считается одним из самых далёких известных объектов Солнечной системы. Относится к объектам рассеянного диска.

## Открытие
Астероид был открыт Скоттом Шеппардом и Трухильо Чедвиком. Объект был обнаружен 26 августа 2016 года (и 29 августа было объявлено об открытии) при поиске в Солнечной системе девятой планеты (гипотеза Батыгина—Брауна) в обсерватории Серро-Тололо, Ла-Серена. В рамках этого поиска так же были открыты объекты 2013 FT28 и 2014 SR349 с помощью инструмента Dark Energy Camera на 4-метровом телескопе им. Виктора Бланко в Чили и японского Hyper Suprime-Camera на 8-метровом телескопе Субару на Гавайях. 

## Орбита
2014 FE72 обладает огромной полуосью орбиты, равной 1944 а. е., что дальше, чем у 2005 VX3 (1580 а. е.). В афелии он отдаляется от Солнца на 3850,66 а. е. (по другим данным — на 3060 а. е.), что дальше большинства известных транснептуновых объектов (в 2022 году лишь один известный астероид 2017 MB7 отдаляется от Солнца дальше, на расстояние 6081 а.е.). В перигелии 2014 FE72 находится в 36,344 а. е. (по другим данным — на 36,19 а. е.) от Солнца. Объект обладает одним из самых больших значений эксцентриситета орбиты e=0,9813 (хотя известны тела и с более вытянутыми орбитами, например  2015 ER61 с e=0,9991 или 2017 MB7 e=0,9985).
Период обращения 2014 FE72 вокруг Солнца составляет ~ от 60,9 тыс. до 86 тыс. лет. Плоскость орбиты (i) наклонена на 20,60°. Последний раз 2014 FE72 проходил через перигелий в конце 1965 года. По состоянию на 29 августа 2016 года он находился на расстоянии 61,4 а. е. от Солнца (самым удалённым от Солнца объектом на сегодня считается V774104 (103 а. е.)).
Ожидается, что эта орбита будет подвержена долгосрочным возмущениям от сил за пределами Солнечной системы, таких как галактические приливы и межзвёздные сближения.
|  |  |
|  |  |

## Параметры астероида
Большинство параметров траектории объекта до сих пор определяются только приблизительным образом. Мало что известно о его физических свойствах.
Абсолютная магнитуда объекта H=6,08±0,17. Диаметр составляет примерно 250 км. При альбедо и абсолютной магнитуде, принимаемых за 0,08 и 6,3, диаметр 2014 FE72 составит 269 км.